# Antoni Gabarró i Torres
Antoni Gabarró i Torres († Barcelona, 1941). Fou un advocat i polític català. Fou elegit diputat de la Lliga Catalana per la circumscripció de Barcelona ciutat a les eleccions generals espanyoles de 1933, on fou vocal suplent de la comissió de Governació el 1935-1936. No va repetir l'escó a les eleccions generals espanyoles de 1936.